# Tetrapeptide

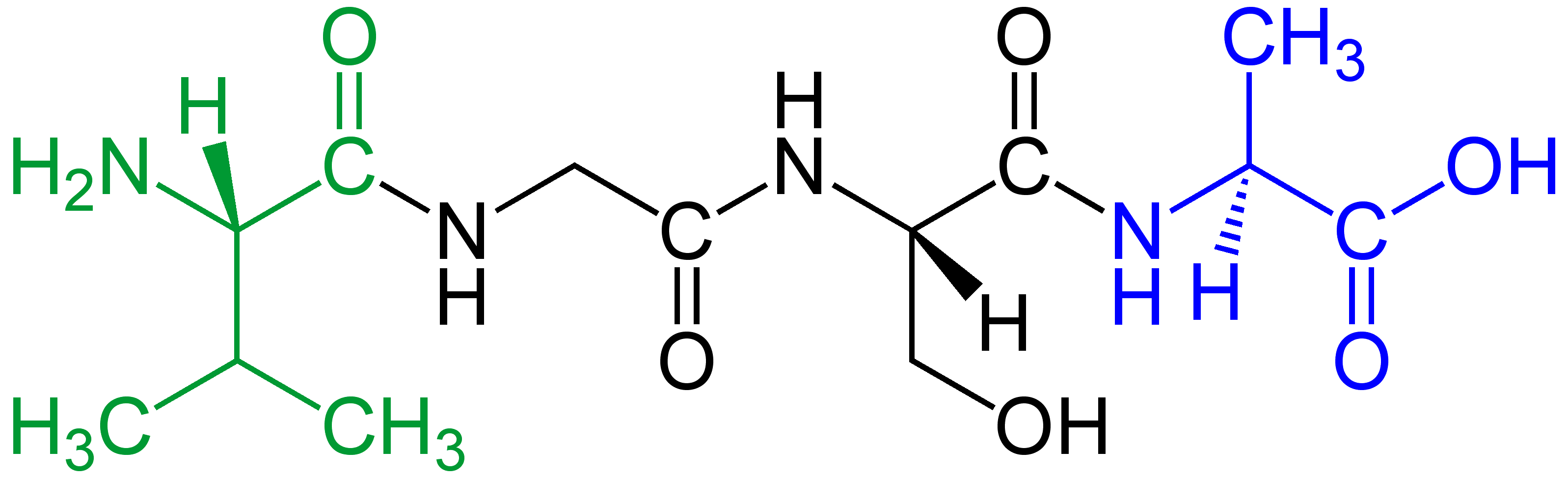
Ein lineares Tetrapeptid (wie zum Beispiel Val-Gly-Ser-Ala) mit
grün markiertem N-terminalen α-Aminosäure-Rest (im Beispiel: L-Valin) und blau markiertem C-terminalen α-Aminosäure-Rest (im Beispiel: L-Alanin)

Ein Tetrapeptid ist ein Peptid aus der Gruppe der Oligopeptide. Es ist aufgebaut aus vier Aminosäuren, die über Peptidbindungen miteinander verknüpft sind. 

## Eigenschaften
Etliche Tetrapeptide sind pharmakologisch aktiv. In der Natur findet man neben linearen Tetrapeptiden (enthalten drei Peptidbindungen) auch cyclische Tetrapeptide, deren Cyclisierung auf einer vierten Peptidbindung  oder einer anderen kovalenten Bindung beruht.
Beispiele:
- Tuftsin (L-Threonyl-L-Lysyl-L-Prolyl-L-Arginin) wird aus einer γ-Globulin-Fraktion enzymatisch freigesetzt und stimuliert die Phagozytose.[1]
- Rigin (Glycyl-L-Glutaminyl-L-Prolyl-L-Arginin) ist ein Tetrapeptid, das eine ähnliche Funktion wie Tuftsin erfüllt.
- Postin (Lys-Pro-Pro-Arg) ist ein N-terminales Tetrapeptid von Cystatin C und ein Antagonist von Tuftsin.
- Morphiceptin (Tyr-Pro-Phe-Pro) ist Peptid, das aus β-Casein gewonnen werden kann.
- Tubulysine sind synthetische Peptide zur experimentellen Behandlung von Tumoren.[2]